# 게자리 55 c
게자리 55 c는 대략 44.34일 주기로 태양과 비슷한 항성 게자리 55 주위를 도는 외계 행성이다. c는 항성으로부터의 거리로 따지면 세 번째로 멀다. 2002년 6월 13일 발견되었으며, 질량은 토성과 비슷하다.

## 발견
대다수 다른 외계 행성들과 마찬가지로 게자리 55 c 역시 시선 속도법을 이용하여 발견되었다. 시선 속도의 차이는 항성의 스펙트럼에 나타나는 도플러 효과를 통해 알 수 있다. 발견 당시 게자리 55 A는 행성 한 개(게자리 55 b)를 거느리는 것으로 확인되어 있는 상태였다. 그러나 b의 존재를 고려하더라도 설명이 되지 않는 시선 속도의 변화가 관찰되었다.
2002년 계속된 연구 끝에 항성에서 약 5 천문단위 떨어져 있는 장주기 행성 한 개의 존재를 밝혀냈다. 그러나 두 행성의 존재를 고려함에도 여전히 알 수 없는 43일 주기의 흔들림이 있었다. 다만 이 주기는 게자리 55 A의 자전 주기와 비슷했기 때문에, 이 흔들림이 행성이 아니라 항성 스스로의 활동 때문에 나타나는 것으로 생각한 과학자들도 있었다. 이 43일 주기 미지의 천체는 게자리 55 c로 명명되었으며, 장주기 행성 게자리 55 d와 함께 같은 논문에 발표 사실이 실렸다.
2004년 항성 바로 옆을 도는 게자리 55 e가 추가로 발견되었고, e의 발견은 애매했던 c의 존재 여부를 뚜렷하게 만들어 주었다. 항성을 11년동안 측광학적으로 관측한 결과 게자리 55 c의 시선 속도 변화와 같은 활동 주기는 발생하지 않았으며, c의 주기는 오랜 시간이 지나도 변하지 않고 일정했다. 이는 항성의 활동이 시선 속도를 변화시킨다는 종전 이론과 맞지 않는 사실이었다. 시선 속도 신호의 진폭은 게자리 55 A의 낮은 수준의 채층 활동량과 일치하지 않았다.

## 궤도 및 질량
게자리 55 c의 공전 궤도는 55 항성계의 다른 행성들에 비해 상대적으로 이심률이 큰 편이다. 근일점과 원일점의 거리는 19퍼센트 차이난다. c와 게자리 55의 거리는 태양과 수성 거리보다 더 가깝지만, 뜨거운 목성들에 비하면 좀 떨어져 있다. c는 게자리 55 b와 3:1의 궤도공명을 보이는 것으로 관측되나, 컴퓨터 모의실험에 따르면 이 둘은 실제로는 공명 상태에 있지 않은 것으로 드러났다.
시선 속도법을 이용해 c를 발견했지만, 이 방법의 가장 큰 약점은 최소 질량만을 알 수 있다는 것이다. 천체의 질량은 천구면에 대해 천체의 궤도경사각이 얼마나 기울어져 있느냐에 따라 크게 달라진다. 허블 우주 망원경이 조사한 결과 c의 궤도는 약 53도 기울어져 있었다. 게자리 55의 다섯 행성들은 같은 평면 위를 공전하고 있는 것으로 보인다. 만약 이 가정이 사실이라면 게자리 55 c의 실제질량은 목성의 0.21배 수준이 된다.

## 특징
c는 항성의 떨림을 이용해서 간접적으로 발견되었기 때문에 반지름, 표면 온도, 화학적 조성물 등은 밝혀지지 않았다. 토성과 비슷한 질량으로 미루어 보아 c는 딱딱한 표면이 없는 가스 행성일 것이다.

## 같이 보기
- 제단자리 뮤 c
- 행성계

## 참고 문헌
1. 1 2 3 4 5 6 7  Fischer, D.A.;  외. (2008년 3월). “Five Planets Orbiting 55 Cancri”. 《Astrophysical Journal》 (675): 790-801. doi:10.1086/525512.
2. ↑  Butler, R.;  외. (1997). “Three New 51 Pegasi-Type Planets”. 《The Astrophysical Journal》 474: L115 – L118. doi:10.1086/310444.[깨진 링크(과거 내용 찾기)]
3. ↑  Marcy, G.;  외. (2002). “A planet at 5 AU Around 55 Cancri”. 《The Astrophysical Journal》 581: 1375 – 1388. doi:10.1086/344298.[깨진 링크(과거 내용 찾기)]
4. 1 2  McArthur, B.;  외. (2004). “Detection of a NEPTUNE-mass planet in the ρ1 Cnc system using the Hobby-Eberly Telescope”. 《The Astrophysical Journal》 614: L81 – L84. doi:10.1086/425561.